# Lynn-Holly Johnson
Lynn-Holly Johnson (Chicago, 13 december 1958) is een professioneel kunstschaatsster en actrice.

## Carrière
Johnson werd als tiener een professioneel schaatser en eindigde als tweede tijdens de United States Figure Skating Championships in 1974. In 1977 begon ze mee te doen aan de Ice Capades. Ook begon ze rond deze tijd een carrière als actrice, beginnend met het spelen van een schaatser in Ice Castles (1978). De film werd slechts een klein succes, maar Johnson kreeg lof van de critici en werd uiteindelijk genomineerd voor een Golden Globe.
Johnson kreeg hierna de hoofdrol in de Disneyfilm The Watcher in the Woods (1980) en was hierop volgend te zien als Bibi Dahl in For Your Eyes Only (1981).
Hierna maakte ze nog enkele films. Haar laatste film werd in 1996 uitgebracht. Hierna stopte ze met acteren om een gezin te stichten.

## Filmografie
- Ice Castles (1978) - Alexis Winston
- The Watcher in the Woods (1980) - Jan Curtis
- For Your Eyes Only (1981) - Bibi Dahl
- More Than Murder (1983) (TV) - Sandy
- Where the Boys Are '84 (1984) - Laurie Jameson
- Angel River (1986) - Jensie
- Alien Predator (1987) - Samantha
- The Sisterhood (1988) - Marya
- Hyper Space (1989) - Arias Christensen
- Out of Sight, Out of Mind (1990) - Kathy Jordan
- Diggin' Up Business (1990) - Tesia Papadapacropolis
- The Criminal Mind (1993) - Mrs. Augustine
- Fugitive X: Innocent Target (1996) (TV) - Kara

- Bibliothèque nationale de France: cb14190910j (data)
- Gemeinsame Normdatei: 1088443648
- International Standard Name Identifier: 0000 0000 6309 9598
- Library of Congress Control Number: n97870650
- Nationale Bibliotheek van Tsjechië: xx0202301
- Nationale Bibliotheek van Israël: 987012527461005171
- Nationale Bibliotheek van Polen: a0000001754945
- Virtual International Authority File: 42050848
- WorldCat: E39PBJxxcyPTktDqrYt9QQV3cP